# غشتاسب خان احمد السفلى (بابويي)
غشتاسب خان احمد السفلى (بالفارسية: گشتاسب‌خان احمد سفلی) هي قرية تقع في إيران في قسم بابويي الريفي. يقدر عدد سكانها بـ 130 نسمة .